# الموسيقى في بلاد الرافدين

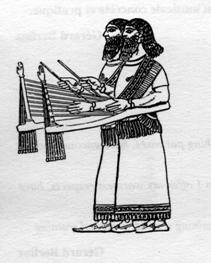
رسم يوضح السنطور البابلي القديم. مأخوذة من نقش فني منحوت يعود تاريخه إلى آلاف السنين. يعتقد أنه أول سنطور تم إنشاؤه على الإطلاق.

اِبْتكر السومريّون أول نِظام موسّيقي في التأريخ، وأول آلة موسّيقية وهي (قيثارة أور)، ودوّنوا أول أُغنيةٍ في التأريخ كُتِبت على لوحٍ طيني بالخط المسماري. وعُزِفت الموسّيقى في المعابد وأثناء الطقوس الدينيّة والأعياد وفي الساحات العامّة والأسواق، ومَزج السومريّون القصص البطوليّة والملاحم الشعريّة معَ الموسّيقى حيث أَنْشأوا منها ترانيم تُنشد في الحفلات الملكيّة والدينيّة. وكانت الموسيقى تُعتبر من الحِرف الجليلة، حيث كان الموسيقيون يتجزأون إلى شطْرين، أحدهُما تابع إلى المعابد لإتمام الحفلات الدينيّة مُكون من الكهان والكاهِنات، والآخر تابع إلى القصور الملكيّه وهُم من الخدم، وكان لها دروسًا خاصة، حيث كان يدرسها مدرس خاص في المدارس.

## العراق الحديث
تم بذل جهود كبيرة في العراق الحديث لاعادة احياء الثقافة الموسيقى للعراق القديم. ففي سبعينات القرن العشرين اصبح الاهتمام منصباً لاعادة احياء التراث العراقي القديم حيث قدم دار الأزياء العراقية عروضاً للزياء العراقية القديمة من مختلف حضارات العراق القديم المتمثلة بسومر، اكد، بابل، و اشور حيث صاحب عرض الأزياء عزفاً حياً للموسيقى العراقية القديمة. و قد عرض التلفزيون العراقي وصلات موسيقى يتم فيها استخدام الآلات موسيقية من العراق القديم مثل العود و السنطور. و يتم الاعتزاز بالعود بشكل خاص لان عزفه يمثل صوت الحزن و الفرح في نفس الوقت. و يعد العود من رموز الفخر الوطني في العراق بلأضافة إلى القيثارة السومرية التي تمثل رمزاً من رموز العراق الحديث. و يقوم كل من مدرسة بغداد للموسيقى والباليه ومعهد الموسيقى العراقي برفد الموسيقى العراقية بعزاف ماهرين و تبقي الموسيقى العراقية و تراثها حياً. كما تم انشاء فرق موسيقية حديثة مثل فرقة سومريات الموسيقية والفرقة الوطنية للتراث الموسيقي العراقي لاحياء التراث العراقي الموسيقى و تعريف الجيل الجديد به.

## استخدامات الموسيقى

### ديني
لعبت الموسيقى دورًا مركزيًا في ديانة بلاد ما بين النهرين القديمة. في الفترة البابلية القديمة (حوالي 1894 قبل الميلاد - حوالي 1595 قبل الميلاد)، عندما تم أداء الموسيقى كجزء من احتفال ديني، كان الممارسون، المعروفون في السومريين باسم كهنة الاحتفال، يغنون بلهجة سومرية تسمى إيميسال. كان هناك نوعان من صلوات الأمصل، البلاج والإرشيما، وقد سُميتا على اسم الآلات المستخدمة في أدائهما (البلاج والشم، على التوالي). في بعض صور المهرجانات الدينية، كان الموسيقيون مصحوبين بالراقصين والمشعوذين والألعاب البهلوانية.
تقدم الأدلة من مدينة ماري صورة لكيفية تواجد الموسيقيين داخل المعبد. وضعت أداة تسمى Ninigizibara مقابل تمثال لإله تلك المدينة، Eštar. جلس المغنون عن يمين الآلة، وجلست أوركسترا عن يسارها، ووقفت عازفات خلف الآلة. تم أداء طقوس طقوسية خلال صلوات الرثاء هذه، والتي كان الغرض منها إقناع الإله المحلي بعدم مغادرة المدينة. علاوة على ذلك، تضمنت بعض الرثاء الحزن على فقدان الموسيقى نفسها أثناء تدمير المدينة ومعبدها. في أحد هذه الأعمال، تندب «الإلهة الباكية» نينيسينا تدمير مدينتها إيسن، ليس فقط تتحسّر على فقدان الطعام والشراب والرفاهية، ولكن أيضًا لأنه «لم تكن هناك آلات موسيقية حلوة الصوت مثل القيثارة، الطبل والدف وأنبوب القصب ؛ ولا أغاني معزية ولا كلمات مطمئنة من المغنين والكهنة في الهيكل».
تضمنت بعض الطقوس الآلات نفسها، المؤلهة، والقادرة على تلقي التضحيات الحيوانية كآلهة. في طقوس مرتبطة ارتباطًا وثيقًا بالطبل الموصوف في النص الأكدي، تم إحضار ثور إلى المعبد وتقديم القرابين لإيا، إله الموسيقى والحكمة. حرقت أجزاء مختلفة من الثور بشعلة أثناء الطقوس. ووُضعت

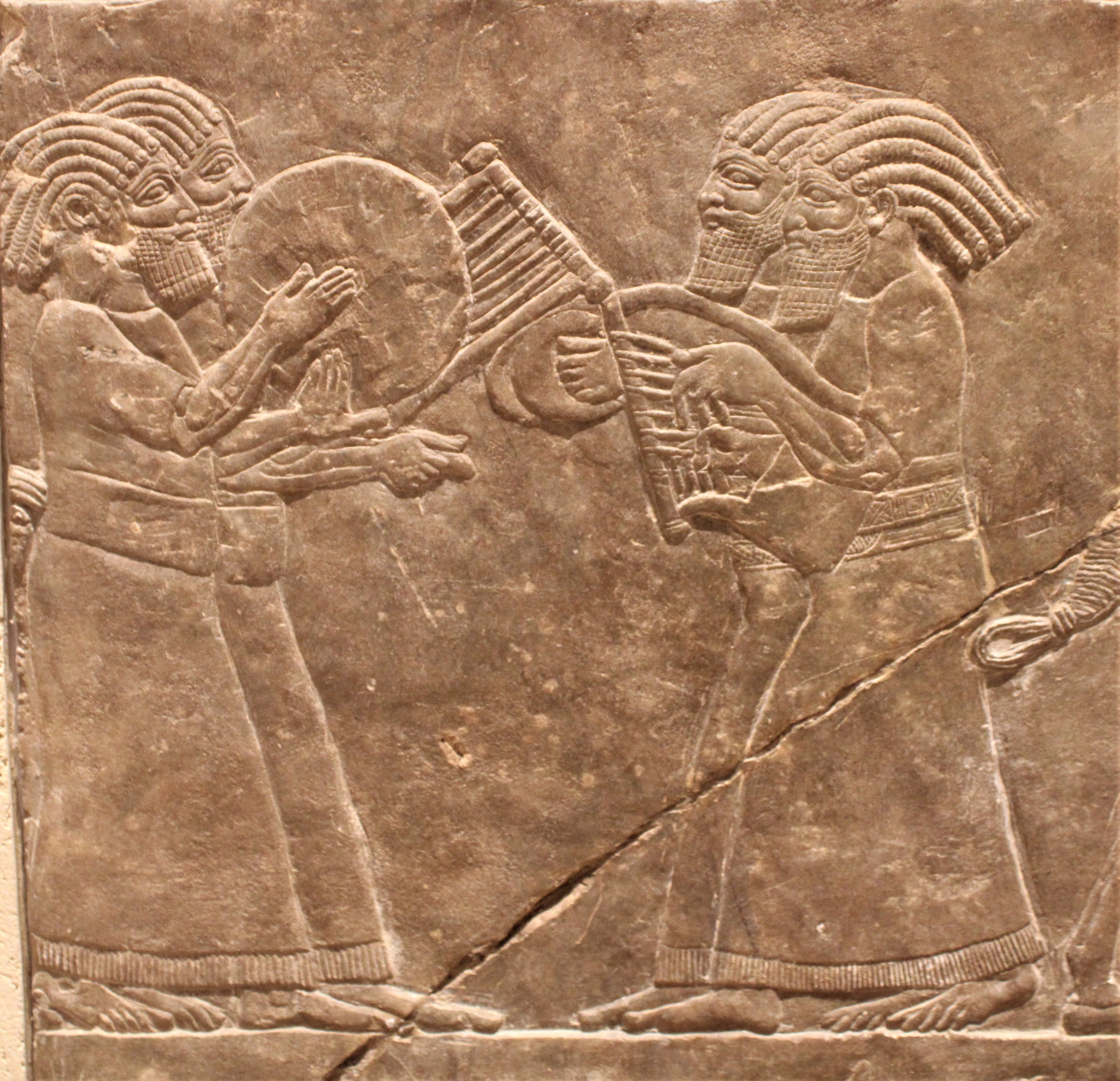
Musicians of the Assyrian army ق. 645 BCE. Nineveh, bas relief in Gypsum alabaster. Palace of Ashurbanipal, Nineveh.

اثنتي عشرة كتانًا على الأرض، ووُضعت صورة برونزية للإله فوق كل كتان. قدمت التضحيات ووضع الطبل في مكانه. ثم وضعت الصور البرونزية داخل الطبل، وهمست التعويذات في آذان الثور، وغناء ترنيمة مصحوبة بالمزمار، وتم التضحية بالثور.

### علماني
الكلمة الأكدية للموسيقى، نيغوتو، تعني أيضًا «الفرح» و«البهجة»، ويتضح ذلك بشكل جيد من خلال ختم في متحف اللوفر يُظهر مشهدًا هادئًا لراعي يعزف على الناي لقطيعه. كانت الموسيقى جزءًا طبيعيًا من الحياة الاجتماعية في بلاد ما بين النهرين، وكانت تُستخدم في العديد من السياقات العلمانية. لعبت الموسيقى أدوارًا مهمة في الجنازات، بين الملوك، وتم تصويرها أيضًا فيما يتعلق بالرياضة والجنس. أغاني الحب في بلاد ما بين النهرين، والتي تمثل نوعًا متميزًا من الموسيقى، تشترك مع الموسيقى الدينية في سمات مشتركة. إنانا ودوموزي، اللذان يظهران غالبًا في الرثاء، يظهران أيضًا كعاشقين إلهيين في الأغاني الرومانسية، وكلاهما يستخدم لغة إيميسال، وهي لهجة مرتبطة بالنساء. امتد استخدام المطربات للإميسال إلى أغاني الزفاف أيضًا، ولكن مع مرور الوقت، تولى فنانون ذكور هذه الأدوار الغنائية، على الأقل بين النخبة. في فترة أوائل الأسرة الثالثة، تم تصوير الموسيقى في الولائم، لكن الغرض منها غير واضح. ربما كان الاحتفال «حدثًا تقويميًا منتظمًا، مثل مهرجان رأس السنة الجديدة» أو ربما كانت المناسبات «امتدادًا لممارسات المعبد أو احتفالات بالحملات العسكرية الناجحة».
كما هو الحال في الثقافات المجاورة، لعبت موسيقى بلاد ما بين النهرين دورًا مهمًا في الجيش. وفي حين اختلفت الآلات الموسيقية للحرب من ثقافة إلى أخرى، إلا أن الهدف من الموسيقى كان واحدًا – وهو «نقل الرعب إلى قلوب العدو». مارتنز يكتب:
يسرد عالم الموسيقى ج. بيتر بيركهولدر أنواع الموسيقى العلمانية بما في ذلك «أغاني العمل، وأغاني الحضانة، وموسيقى الرقص، وموسيقى الحانات، وموسيقى الترفيه في الأعياد، والملاحم التي تُغنى بمرافقة الآلات.» توضح اللوحات الجدارية النابضة بالحياة الرقص، ويمكن تمييز العديد من أنواع الرقص من خلال النقوش الجدارية، والأختام الأسطوانية، والفخار الملون؛ ترافقهم صور الآلات الموسيقية. كانت الموسيقى العلمانية مريحة لشعب بلاد ما بين النهرين: تحكي إحدى التعويذات عن كاتب يشعر بالحنين إلى الوطن وكان عالقًا ومريضًا في عيلام أنشان؛ وكان يشتاق إلى «أن يُشفى بموسيقى القيثارة الأفقية ذات السبعة أوتار».

## روابط خارجية
- Sumerian music